# Cappelenita-(Y)
La cappelenita-(Y) és un mineral de la classe dels silicats. Rep el seu nom en honor de Diderik Cappelen (1856-1935), camarlenc i mineralogista, qui va trobar el mineral. El sufix es va afegir el 1987 per denotar l'element dominant de terres rares.

## Característiques
La cappelenita-(Y) és un silicat de fórmula química BaY₆Si₃B₆O24F₂. Va ser publicada per primera vegada com a espècie vàlida per l'Associació Mineralògica Internacional l'any 1884. Cristal·litza en el sistema trigonal. La seva duresa a l'escala de Mohs es troba entre 6 i 6,5.
Segons la classificació de Nickel-Strunz, la cappelenita-(Y) pertany a «09.AJ: Estructures de nesosilicats (tetraedres aïllats), amb triangles de BO₃ i/o B[4], tetraèdres de Be[4], compartint vèrtex amb SiO₄» juntament amb els següents minerals: grandidierita, ominelita, dumortierita, holtita, magnesiodumortierita, garrelsita, bakerita, datolita, gadolinita-(Ce), gadolinita-(Y), hingganita-(Ce), hingganita-(Y), hingganita-(Yb), homilita, melanocerita-(Ce), minasgeraisita-(Y), calcibeborosilita-(Y), stillwellita-(Ce), okanoganita-(Y), vicanita-(Ce), hundholmenita-(Y), prosxenkoïta-(Y) i jadarita.

## Formació i jaciments
Va ser descoberta a Natrolittodden, a Vesle Arøya, al municipi de Larvik, que pertany al comtat de Vestfold, a Noruega. També ha estat descrita a la pedrera Poudrette, al Quebec (Canadà); al massís Verkhnee Espe, al Kazakhstan; i a la glacera Darai-Pioz, al Tadjikistan.